# ハマリ
ハマリとは、パチンコ、パチスロ用語で、前回の大当たりからプレイ時間（デジパチならデジタルの回転数、羽根モノなら羽根の開閉回数、パチスロならゲーム数で判断するのが一般的）が一定以上経過しているにもかかわらず、大当たりを引けない状態を指す。
デジパチの場合は、一般に大当たりの抽選確率に対し概ね3～4倍程度の回転数を超えた場合、あるいは1000回転以上大当たりが引けない場合に「ハマリ」と称する場合が多い。パチスロの場合も4号機の純Aタイプや5号機など、毎ゲームボーナス抽選を行うようなタイプの台の場合はデジパチと同様の考え方をする。
通常の場合は「ハマリ＝大負け」につながることがほとんどだが、パチスロ5号機で「次回ボーナスまで連続するリプレイタイム」状態に突入している場合など、逆にハマリによって持ち玉（メダル）が増えるケースもある。またパチスロ4号機のストック機や5号機の一部（サンダーVスペシャル、青ドン、餓狼伝説など）のように、一定ゲーム数を超えた場合にボーナスを強制的に放出させたり（ストック機）、リプレイタイムやアシストタイムに突入させてメダルの消費を防いだり（5号機）といった天井機能を用意しているものもある。